# 後藤多喜蔵
後藤 多喜蔵（ごとう たきぞう、1882年（明治15年）11月15日 - 没年不詳）は、日本の検察官、裁判官、内務・警察官僚、政治家。官選県知事、門司市長、久留米市長。

## 経歴
福岡県出身。後藤増蔵の四男として生まれる。1910年7月、東京帝国大学法科大学法律学科（独法）を卒業。同年8月2日、司法省に入省。司法官試補となり東京地方裁判所及同検事局並東京区裁判所及同検事局で事務修習を命じられた。
1912年12月10日、検事に任官し、予備検事・東京地方裁判所検事局兼東京区裁判所検事局詰となる。以後、東京地方裁判所兼東京区裁判所検事、大阪地方裁判所兼大阪区裁判所検事を務めた。1916年1月11日、判事となり、横浜区裁判所判事に就任。その後、横浜地方裁判所判事を務めた。
1917年1月17日、内務省に転じ京都府葛野郡長に就任。以後、福島県理事官、同視学官、滋賀県警察部長、香川県警察部長、岡山県警察部長、群馬県内務部長、京都府産業部長、富山県書記官・内務部長、広島県書記官・内務部長、神奈川書記官・内務部長などを歴任した。
1928年1月10日、鹿児島県知事に就任。1929年7月5日、千葉県知事に転任。農村経済の好転のため県産園芸品の品質向上に尽力。1930年8月26日、知事を依願免本官となり退官した。
その後、門司市長を1931年12月から1937年8月まで務める。さらに、日本赤十字社総務部長、神戸市助役を歴任。1942年12月25日、久留米市長に就任。戦時下の対応や、戦後の復興に尽力したが、公職追放の適用拡大が進み、後藤は市会に進退を委ね、1946年10月21日に辞職が承認された。

## 人物
文芸に親しみ、短歌は竹柏会に属し、俳句は高浜虚子の弟子であった。

## 著作
- 『憧憬：歌集』竹柏会出版部、1927年。

## 親族
- 妻 後藤桃子（貴族院議員・阿部浩の二女）[2]
- 兄 後藤武夫（東京市会議員、帝国興信所長）[2]